# Flumenthal
Flumenthal est une commune suisse du canton de Soleure, située dans le district de Lebern.

## Histoire

Vue aérienne (1958)

Sous l'Ancien Régime, Flumenthal fait partie du bailliage de Flumenthal.

## Économie
La commune compte, sur son territoire, une usine de granulats du groupe français Vicat.

## Ouvrages d'art
Lors de la deuxième correction des eaux du Jura, le barrage de régulation de Flumenthal et la centrale hydroélectrique, mis en service en 1970 (22 MW, production annuelle de 135 GWh), ont été construits sur le territoire de la commune de Flumenthal.